# Sophisme du tireur d'élite texan
Le sophisme du tireur d'élite texan (Texas-sharpshooter fallacy en anglais) est un type de raisonnement fallacieux lié à l'illusion des séries. Il consiste à sélectionner des événements possédant des caractéristiques similaires et à en déduire une relation causale alors que leur fréquence est aléatoire,. Ce sophisme tire son nom d'une blague dans laquelle un tireur texan trace une cible a posteriori autour du point d'impact de sa balle :
« NARRATOR: [voice-over] Epidemiologists like to tell their students the cautionary tale of the Texas sharpshooter. 
PATRICIA BUFFLER: He takes his gun, shoots at the side of the barn, and then draws a bull's-eye around it afterwards, and then says: “Aha, I have a bull's-eye!” »
« Narrateur : [voix off]  Les épidémiologistes aiment raconter à leurs élèves l'histoire du tireur d'élite du Texas. 
PATRICIA BUFFLER : Il prend son pistolet, tire sur le côté de la grange, puis dessine une cible autour de l'impact et dit : “Ha Ha ! En plein dans le mille !” »

## Structure

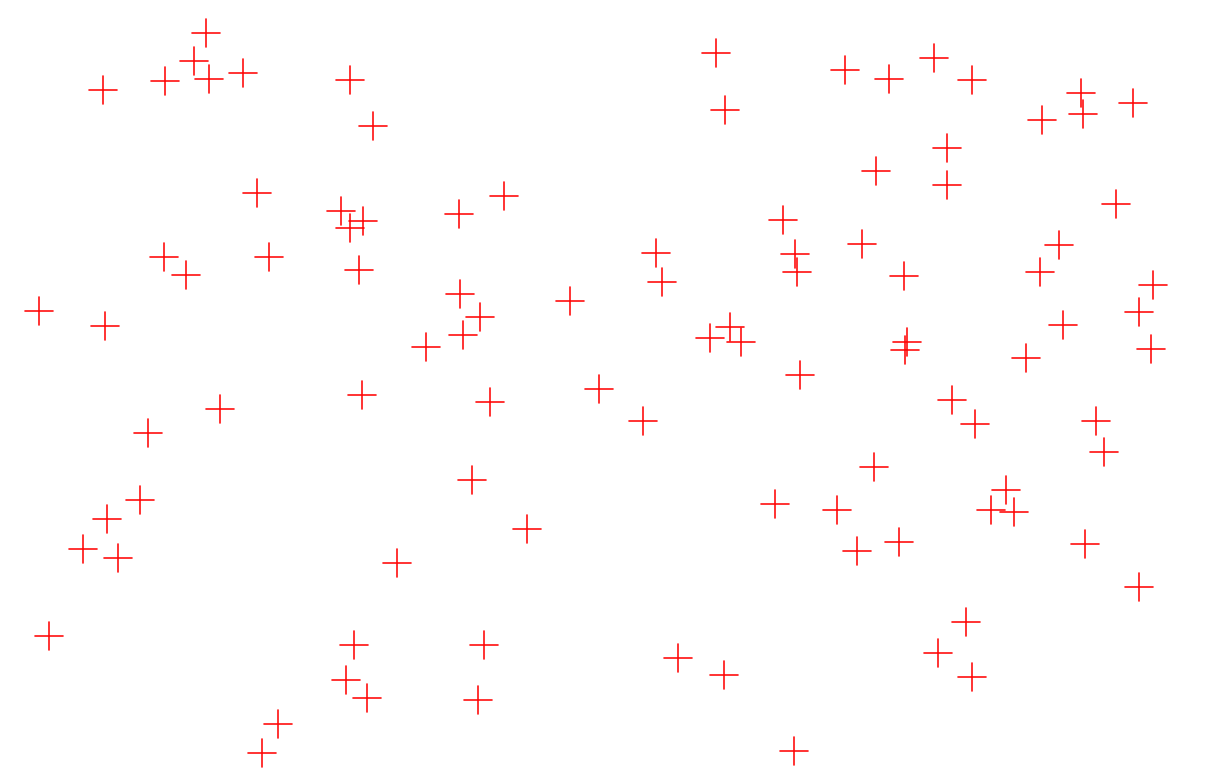
Un ensemble de 100 coordonnées générées aléatoirement et affichées sur un graphique de dispersion. En examinant les points, il est facile d’identifier des tendances apparentes. En particulier, les points de données aléatoires ne s'étalent pas mais se regroupent, donnant l'impression de « points chauds » créés par une cause sous-jacente.

L’erreur du tireur d’élite du Texas survient souvent lorsqu’une personne dispose d’une grande quantité de données mais se concentre uniquement sur un petit sous-ensemble de ces données. Un facteur autre que celui attribué peut donner à tous les éléments de ce sous-ensemble une sorte de propriété commune (ou une paire de propriétés communes, lorsqu'on plaide en faveur d'une corrélation). Si la personne tente d'expliquer la probabilité de trouver un sous-ensemble dans les données volumineuses avec une propriété commune par un facteur autre que sa cause réelle, alors cette personne commet probablement une erreur de tireur d'élite du Texas. L'erreur se caractérise par l'absence d'hypothèse spécifique avant la collecte de données, ou par la formulation d'une hypothèse seulement après que les données ont déjà été collectées et examinées. Ainsi, cela ne s’applique généralement pas si l’on avait une attente ex ante, ou préalable, de la relation particulière en question avant d’examiner les données. Par exemple, on pourrait, avant d’examiner l’information, avoir à l’esprit un mécanisme physique spécifique impliquant une relation particulière. On pourrait alors utiliser ces informations pour apporter son soutien ou mettre en doute la présence de ce mécanisme. Alternativement, si des informations supplémentaires peuvent être générées en utilisant le même processus que les informations d'origine, on peut utiliser les informations d'origine pour construire une hypothèse, puis tester l'hypothèse sur les nouvelles données (voir tests d'hypothèses). Ce que l'on ne peut pas faire, c'est utiliser les mêmes informations pour construire et tester la même hypothèse (voir théorisation post hoc) – ce serait commettre l'erreur du tireur d'élite du Texas.

## Exemples
Une étude suédoise réalisée en 1992 a tenté de déterminer si les lignes électriques provoquaient des effets néfastes sur la santé. Les chercheurs ont interrogé des personnes vivant à moins de 300 mètres de lignes électriques à haute tension pendant 25 ans et ont recherché des augmentations statistiquement significatives des taux de plus de 800 affections. L’étude a révélé que l’incidence de la leucémie infantile était quatre fois plus élevée parmi ceux qui vivaient le plus près des lignes électriques, et a incité le gouvernement suédois à agir. Le problème avec cette conclusion, cependant, était que le nombre d'affections potentielles, c'est-à-dire plus de 800, était si grand qu'il créait une forte probabilité qu'au moins une affection présente l'apparence d'une différence statistiquement significative par le seul hasard, une situation connue sous le nom de problème des comparaisons multiples (en). Des études ultérieures n'ont réussi à montrer aucune association entre les lignes électriques et la leucémie infantile.
Cette erreur se retrouve souvent dans les interprétations modernes des quatrains de Nostradamus. Les quatrains de Nostradamus sont souvent traduits approximativement du français original (archaïque), dépouillés de leur contexte historique, puis appliqués pour étayer la conclusion selon laquelle Nostradamus a prédit un événement moderne donné après que l'événement s'est réellement produit.